# Collobrières
Collobrières – miejscowość i gmina we Francji, w regionie Prowansja-Alpy-Lazurowe Wybrzeże, w departamencie Var.

## Położenie
Gmina jest położona w słabo skomunikowanej, centralnej części gór Massif des Maures, przy drodze D14 z Pierrefeu-du-Var do Grimaud i jej odnodze D41 w kierunku morza. Największym ciekiem jest potok Réal Collobrier, częściowo uregulowany. Przez teren gminy płynie też m.in. Verne. Wieś jest otoczona winnicami, wzgórzami i lasami, w których uprawia się m.in. kasztany jadalne i dąb korkowy.

## Historia

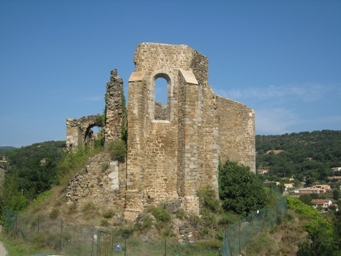
Ruiny kościoła św. Poncjusza

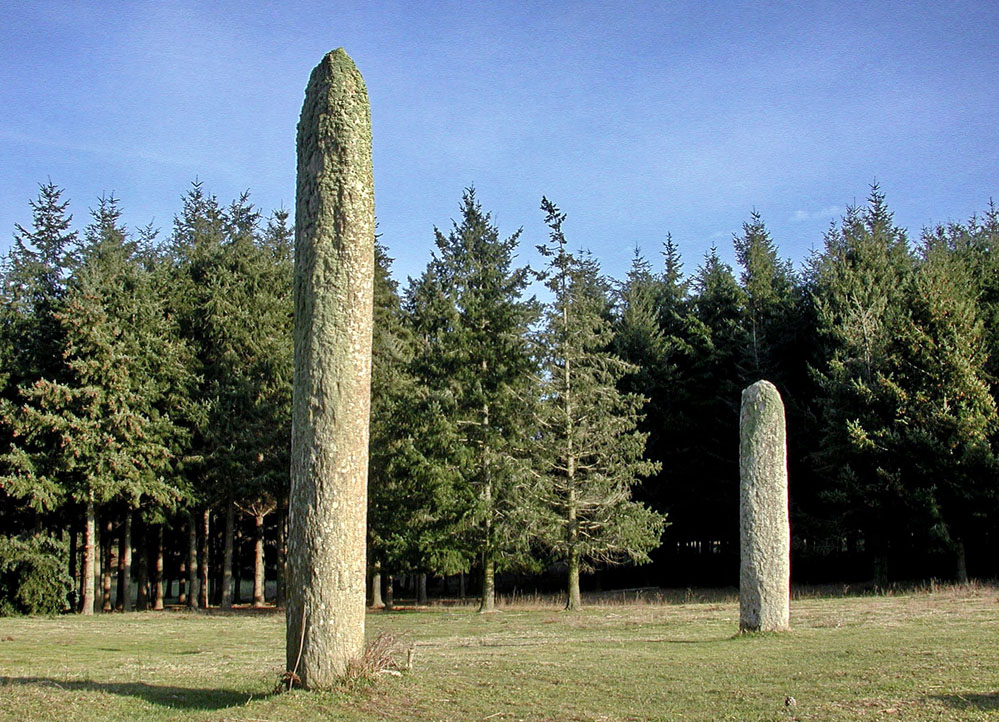
Menhiry na płaskowyżu Lambert

Collobrières zostało założone około XII wieku jako Collubraira. Z tego okresu pochodzi kamienny most Raoul Calvi (znany jako Pont Vieux – Stary Most) i kościół św. Ponsa, zbudowany na miejscu wcześniejszej kaplicy z 1060 roku. Tereny te były zamieszkałe jednak dużo wcześniej, na co dowodem są dwa celtyckie menhiry, najwyższe w Prowansji (ok. 3 m wysokości), położone 4 km na południowy wschód, na płaskowyżu Lambert, oraz chodniki górnicze i inskrypcje z czasów Galów. Położenie z dala od głównych szlaków komunikacyjnych i łatwość ograniczenia dostępu obcym (jedyna droga prowadziła przez most) odizolowały mieszkańców od średniowiecznych epidemii.
Na wschód od miasteczka na terenie gminy założono z inicjatywy Pierre'a Isnarda w 1170 roku kartuski klasztor
 Chartreuse de la Verne, wielokrotnie przebudowywany i zniszczony w czasie rewolucji francuskiej, a później odrestaurowany.
Przetwórstwo korka rozwinęło się w średniowieczu na bazie doświadczeń hiszpańskich.

## Kasztany

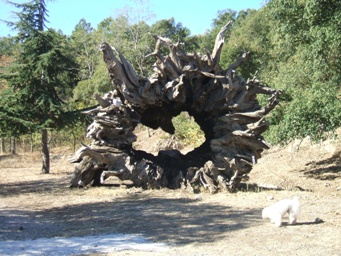
Pień kasztanowca w gminie Collobrières

Collobrières jest określane jako "stolica kasztanów". W miasteczku znajduje się fabryka przetworów z  kasztanów, a corocznie – w trzy ostatnie niedziele października – odbywa się Święto Kasztana (Les Fêtes de la Châtaigne). Na południowy wschód od miasta, w rezerwacie na płaskowyżu Lambert, znajduje się pień kasztanowca o obwodzie ponad 10 metrów.

## Zabytki i inne atrakcje
- kamienny most z XII w.
- ruiny kościoła św. Poncjusza z Cimiez
- neogotycki kościół Matki Boskiej Zwycięskiej (Notre Dame des Victoires) z 1873–1875 z organami z 1893 roku[3]
- liczne fontanny w miasteczku
- kartuskie opactwo Chartreuse de la Verne
- menhiry
- kaplica Matki Boskiej Anielskiej (Notre-Dame-des-Anges), na najwyższym wierzchołku Massif des Maures (767 m)[2][3]

Przez gminę przebiegają długodystansowe szlaki piesze GR90 i GR51 ("Balcons de la Mediterranée").
Obszar gminy Collobrières wchodzi w skład apelacji winiarskiej AOC Côtes de Provence.